# Anolis eugenegrahami
Anolis eugenegrahami (аноліс Юджина) — вид ігуаноподібних ящірок родини анолісових (Dactyloidae). Ендемік Гаїті. Вид названий на честь американського герпетолога Юджина Грема-молодшого.

## Опис
Аноліси Юджина — середні представники свого роду з надзвичайно довгим кінцівками. Довжина самців (без врахування хвоста) становить 72 мм, самиць 61 мм. Забарвлення темне, у самців є темно-сірий або чорний горловий мішок зі світлими краями.

## Поширення і екологія
Аноліси Юджина мешкають у Північному департаменті Гаїті, в околицях міста Плезанс. Вони живуть серед валунів на берегах гірських струмків, оточених галерейними лісами. Ведуть напівводний спосіб життя.

## Збереження
МСОП класифікує цей вид як такий, що перебуває на межі зникнення. Anolis etheridgei загрожує знищення природного середовища.